# Tenggulunan (Kebomas)
Tenggulunan is een bestuurslaag in het regentschap Gresik van de provincie Oost-Java, Indonesië. Tenggulunan telt 642 inwoners (volkstelling 2010).